# Fèneos
Fèneos (en llatí Pheneus, en grec antic Φένεος Pheneos) era una ciutat del nord-est d'Arcàdia que tenia al nord Egira i Pal·lene, a l'est Estimfal, a l'oest Kleitor i al sud Cafiatis i Orcomen. Estava tancada per tots costats per altes muntanyes, serralades del mont Cilene, que no desaiguaven prou bé, i es van haver de construir sistemes artificials de drenatge. Homer la menciona al "Catàleg de les naus" a la Ilíada, entre les ciutats d'Arcàdia que van anar a la guerra de Troia dirigides per Agapènor.
Virgili diu que Fèneos era la mítica residència d'Evandre, i les tradicions connecten la ciutat amb Hèracles. Quan la va visitar Pausànias la va trobar en plena decadència i el temple d'Atena Tritònia que hi havia a l'acròpoli estava en ruïnes però encara hi havia una estàtua de bronze de Posidó, que diu que va ser una ofrena d'Odisseu. Baixant de l'acròpoli hi havia un estadi, i en un turó proper la tomba d'Íficles, el germà d'Hèracles, on s'hi feien sacrificis. També hi havia un temple d'Hermes que era la deïtat principal de la ciutat, encara en bon estat, amb unes estàtues de marbre obra d'Èuquir de Cròpia.
De la ciutat sortien diversos camins i carreteres cap a les ciutats dels voltants. A uns 15 estadis anant per la carretera que portava a Acaia hi havia un temple d'Apol·lo Piti, en ruïnes en temps de Pausànias. Més enllà del temple la via es partia en dues, una anava cap a Egira i l'altra cap a Pal·lene. A la cruïlla hi havia un temple d'Àrtemis. Un altre coamí portava a la propera ciutat de Nonacris. El camí que portava a Kleitor anava paral·lel a un canal que havia obert Hèracles per fer sortir l'aigua de la vall, que tenia molt poques sortides i produïa freqüents inundacions. Una altra carretera creuava la muntanya i passava prop del riu Ladó, on hi havia una fortalesa anomenada Penteleion (Πεντέλειον), que també cita Plutarc i diu que era prop de Fèneos, en una muntanya.
La carretera que sortia cap al sud portava fins a Orcomen, i en un punt el camí passava per un barranc estret (φάραγξ) on hi havia una abundosa font d'aigua. La ruta cap a l'oest portava fins a Estimfal. Sembla que correspondria a la moderna Foniá.